# 1563 en France
Chronologie de la France
- 1559
- 1560
- 1561
- 1562
- 1563
- 1564
- 1565
- 1566
- 1567

## Événements
- 18 février : attentat perpétré contre François de Guise par Jean de Poltrot de Méré au siège d’Orléans[1].
- 20 février :  
  - arrestation de Poltrot de Méré qui s’était enfui et réfugié dans une ferme. Dans ses interrogatoires, Méré met en cause Coligny[1].
  - première visite de Catherine de Médicis au chevet de François de Guise[2].
- 23 février : transfert de Poltrot de Méré à la Conciergerie à Paris[3].
- 24 février : mort de François de Guise[4].
- 18 mars : supplice de Poltrot de Méré[1]. Accroissement des troubles populaires à Paris pour l’exécution de Poltrot de Méré.
- 19 mars : 
  - célébration des funérailles solennelles de François de Guise à Notre-Dame de Paris[5] (les obsèques durent jusqu’au 22 mars).
  - promulgation de l’Édit de pacification d’Amboise : amnistie des crimes et liberté limitée de culte[4] (le culte protestant n'est autorisé que dans les chapelles des seigneurs haut-justiciers et dans les faubourgs d’une ville par bailliage). Fin de la première guerre de religion. Condé retourne à la cour.
- 13 avril : huit évêques français font l’objet d’une citation à comparaître devant l’Inquisition romaine comme coupables de compromission avec les calvinistes[6].
- 26 avril : Claude d’Aumale, tuteur du nouveau duc de Guise, de la poursuit Coligny en justice devant le Parlement de Paris[7].
- 11 mai : l’amiral de Coligny tente de se rendre à la cour. La reine craint de voir la guerre se rallumer[8].
- 12 mai :
  - rencontre à Essonne entre Coligny et Condé venu à la rencontre du premier pour le dissuader de se rendre à la cour[8]. Coligny retourne chez lui à Châtillon.
  - Henri de Montmorency-Damville (1534-1614) devient gouverneur du Languedoc[9].
- 28 juillet : les Anglais sont chassés du Havre[10].
- 12 août : entrée solennelle du roi à Rouen[11].
- 17 août : déclaration de la majorité de Charles IX devant le parlement de Rouen[4].
- 31 décembre : assassinat à Paris de Charry, commandant des gardes du roi et fidèle des Guise[12].

## Naissances en 1563
- x

## Décès en 1563
- 24 février : François de Guise.
- 18 août : Étienne de La Boétie.